# Torre de l'Oriola
Torre de l'Oriola és una antiga torre de guaita del municipi d'Amposta a la comarca del Montsià, declarat bé cultural d'interès nacional. També és coneguda ambigú el nom de Mas de Sunyer.

## Descripció
És una torre de planta rectangular, situada a l'oest del terme. Se li lliura una edificació d'època contemporània, junts formen una masia. La porta d'accés, d'arc de mig punt adovellat, és a la façana est; per sobre d'aquesta s'obren dues finestres (la superior amb llinda i ampit motllurat). A la part superior d'aquesta façana es conserva un matacà. Posteriorment a la construcció s'hi van obrir diverses obertures i es va desmuntar la part superior.

## Història
Forma part del triangle de torres juntament amb Futxeron i Poquessalses, amb funció principalment defensiva d'Amposta, potser creada, com la de Poquessalses, per a establir un nus de protecció de la zona després de la incursió algerina de 1540, ja que es tracta d'una organització diferent de la típica de les torres de la zona (duets de torres separades proporcionalment). Hi havia una masia al costat esquerre, de principis del segle xix, que es va enderrocar, així com unes dependències pels animals i un pou, que encara es conserva.